# Rhectosemia antofagastalis
Rhectosemia antofagastalis är en fjärilsart som beskrevs av Munroe 1959. Rhectosemia antofagastalis ingår i släktet Rhectosemia och familjen Crambidae. Inga underarter finns listade i Catalogue of Life.